# Ivanof Bay
Ivanof Bay és una concentració de població designada pel cens dels Estats Units a l'estat d'Alaska. Segons el cens del 2000 tenia 22 habitants.

## Demografia
Segons el cens del 2000, Ivanof Bay tenia 22 habitants, 9 habitatges, i 7 famílies La densitat de població era de 2,5 habitants/km².
Dels 9 habitatges en un 22,2% hi vivien nens de menys de 18 anys, en un 33,3% hi vivien parelles casades, en un 0% dones solteres, i en un 22,2% no eren unitats familiars. En el 22,2% dels habitatges hi vivien persones soles el 0% de les quals corresponia a persones de 65 anys o més que vivien soles. El nombre mitjà de persones vivint en cada habitatge era de 2,44 i el nombre mitjà de persones que vivien en cada família era de 2,86.
Per edats la població es repartia de la següent manera: un 18,2% tenia menys de 18 anys, un 18,2% entre 18 i 24, un 31,8% entre 25 i 44, un 31,8% de 45 a 60 i un 0% 65 anys o més.
L'edat mediana era de 40 anys. Per cada 100 dones hi havia 266,7 homes. Per cada 100 dones de 18 o més anys hi havia 350 homes.
La renda mediana per habitatge era de 91.977 $ i la renda mediana per família de 91.977 $. Els homes tenien una renda mediana de 0 $ mentre que les dones 0 $. La renda per capita de la població era de 21.983 $. Aproximadament el 0% de les famílies i el 0% de la població estaven per davall del llindar de pobresa.

## Poblacions més properes
El següent diagrama mostra les poblacions més properes.